# حرف مصدري
الحروف المصدرية هي التي تؤول مع ما بعدها ب مصدر (لغة عربية) وتسمى أيضاً  الاحرف الموصولة
مثل:
(أن ينتشر) تؤول إلى (انتشار).
والمصدر المؤول مفرد في معناه ويكون مثل المفرد في إعرابه، فيكون في موقع الفاعل والمفعول به والمبتدأ والخبر...الخ.

## والحروف المصدرية هي

### أنْ - أنَّ - ما - كيْ - لَو .
1- أَنْ: وتوصل بفعل متصرف سواء كان ماضيًا أو مضارعًا أو أمرًا، وإذا دخلت على المضارع نصبته مثل:
عجبت أن تأخرت.
يسرني أن ينتصر الحق.
2-أنَّ : حرف توكيد، ونصب، ينصب المبتدأ ويرفع الخبر من أخوات (إنّ) انظر ( إن وأخواتها ) مثل:
-علمت أنَّ العلمَ نورٌ.
3- ما :حرف مصدري، ويستعمل على وجهين:
أ)مصدرية فقط مثل:
- سرني ما فعلت. أي: (فعلك)
- (إِنَّ أَبِي يَدْعُوكَ لِيَجْزِيَكَ أَجْرَ مَا سَقَيْتَ لَنَا) أي: أجر (سقيك).
ب) مصدرية ظرفية مثل:
-(إِنْ أُرِيدُ إِلَّا الْإِصْلَاحَ مَا اسْتَطَعْتُ) أي: (مدة استطاعتي).
-لن أسيء إلى احدٍ ما حييت. أي: (مدة حياتي).
4-كَي : يتعين أن تكون حرفا مصدريا إذا سبقتها اللام، وهي تنصب الفعل المضارع مثل:
احترم الناس لكي يحترموك.
5- لو : حرف مصدري بعنى أن غير أنها لا تنصب المضارع وأكثر وقوعها بعد الفعل(ودَّ) ومضارعه (يودُّ)، مثل:
-(وَدُّوا لَوْ تُدْهِنُ فَيُدْهِنُونَ ).
-( ۚ يَوَدُّ أَحَدُهُمْ لَوْ يُعَمَّرُ أَلْفَ سَنَةٍ).